# Ієн Вілсон
Ієн Вілсон (англ. Iain Wilson; нар. 15 грудня 1998) — шотландський футболіст, захисник клубу «Квін оф зе Саут».

## Ігрова кар'єра
Вихованець клубу «Кілмарнок», за першу команду якого дебютував у грудні 2016 року.
9 січня 2019 року Вілсон був відданий в оренду в клуб другого шотландського дивізіону «Квін оф зе Саут».

## Виступи за збірну
Виступав за юнацькі та молодіжні збірні Шотландії різних вікових категорій.